# Вулиця Анатолія Кузнецова
Вулиця Анатолія Кузнецова — вулиця в Подільському районі міста Києва, місцевість Куренівка. Пролягає від Тульчинської вулиці до вулиці Вікентія Хвойки.

## Історія
Вулиця виникла в першій половині XIX століття (показана на карті 1837 року). Довгий час існувала під паралельними назвами: Троїцький провулок та Дмитрівський провулок. Починаючи з другої половини 1920-х років фігурує вже як Дмитрівський провулок.
На деяких картосхемах теперішня частина вулиці зазначена як Троїцький провулок, а інша — як Дмитрівський провулок (1911, 1913, 1914, 1918, 1923). На карті 1958 року підписана як Тульчинський провулок. З другої половини 1950-х років носила назву Дмитрівська вулиця.
До початку 1960-х років вулиця була довша на квартал, простягалася до вулиці Олексія Терьохіна, скорочена через перепланування (нова забудова на місці знищеної внаслідок Куренівської трагедії). Назва вулиці дублювала назву іншої вулиці в Шевченківському районі міста.
Сучасна назва на честь Анатолія Кузнецова, письменника, публіциста, автора роману-документа «Бабин Яр» — з 2021 року.